# Кліфтон-Гілл (Міссурі)
Кліфтон-Гілл (англ. Clifton Hill) — місто (англ. city) в США, в окрузі Рендолф штату Міссурі. Населення — 88 осіб (2020).

## Географія
Кліфтон-Гілл розташований за координатами 39°26′19″ пн. ш. 92°39′49″ зх. д. / 39.43861° пн. ш. 92.66361° зх. д. (39.438637, -92.663730).  За даними Бюро перепису населення США в 2010 році місто мало площу 0,45 км², уся площа — суходіл.

## Демографія
Згідно з переписом 2010 року, у місті мешкало 114 осіб у 44 домогосподарствах у складі 28 родин. Густота населення становила 255 осіб/км².  Було 51 помешкання (114/км²).
Расовий склад населення:
| - 93,9 % — білих - 3,5 % — чорних або афроамериканців |

До двох чи більше рас належало 2,6 %. Частка іспаномовних становила 0,0 % від усіх жителів.
За віковим діапазоном населення розподілялося таким чином: 32,5 % — особи молодші 18 років, 52,6 % — особи у віці 18—64 років, 14,9 % — особи у віці 65 років та старші. Медіана віку мешканця становила 34,0 року. На 100 осіб жіночої статі у місті припадало 86,9 чоловіків;  на 100 жінок у віці від 18 років та старших — 92,5 чоловіків також старших 18 років.
Середній дохід на одне домашнє господарство  становив 35 575 доларів США (медіана — 30 833), а середній дохід на одну сім'ю — 37 690 доларів (медіана — 32 083). За межею бідності перебувало 16,2 % осіб, у тому числі 24,0 % дітей у віці до 18 років та 21,7 % осіб у віці 65 років та старших.
Цивільне працевлаштоване населення становило 43 особи. Основні галузі зайнятості: освіта, охорона здоров'я та соціальна допомога — 23,3 %, роздрібна торгівля — 20,9 %, сільське господарство, лісництво, риболовля — 18,6 %.